# 塞貝克 (緬因州)
塞貝克（英語：Sebec）是一個位於美國緬因州皮斯卡特奎斯縣的鎮。

## 人口
根據2020年美國人口普查的數據，塞貝克的面積為98.11平方千米，當中陸地面積為95.21平方千米，而水域面積為2.90平方千米。當地共有人口665人，而人口密度為每平方千米7人。